# فهرست نمایندگان مجلس سنای ایران
فهرست نمایندگان مجلس سنای ایران بر پایهٔ دوره:
- فهرست نمایندگان دوره اول مجلس سنای ایران
- فهرست نمایندگان دوره دوم مجلس سنای ایران
- فهرست نمایندگان دوره سوم مجلس سنای ایران
- فهرست نمایندگان دوره چهارم مجلس سنای ایران
- فهرست نمایندگان دوره پنجم مجلس سنای ایران
- فهرست نمایندگان دوره ششم مجلس سنای ایران
- فهرست نمایندگان دوره هفتم مجلس سنای ایران